# 浅間山 (箱根町)
浅間山（せんげんやま）は箱根山中部、神奈川県足柄下郡箱根町にある標高802メートルの山である。

## 概要
小涌谷、宮ノ下、大平台といった箱根の温泉街の直上にそびえるお椀型の山であり、周辺の山々とともに富士箱根伊豆国立公園に指定されている。
箱根湯本駅、大平台駅、宮ノ下駅、および小涌谷駅の各方面より登山道が伸びており、初心者向けのハイキングコースとして人気がある。山頂部はだだっ広い草原となっており、展望はあまり良くないが、中央火口丘の二子山や箱根駒ヶ岳、神山などの頂上部を望むことができる。
箱根山新期外輪山のひとつであり、外輪山の火山列は浅間山より南西に鷹巣山、文庫山、屏風山へと連なる。この新期外輪山列のほぼ中央、鷹巣山の南西にドーム型の二子山がそびえているが、こちらは新期外輪山の形成期以降に出現した中央火口丘の一部である（詳しくは箱根火山の形成史を参照）。

## 周辺の地理

### 周辺の山
- 屏風山（948 m）
- 神山（1,438 m）
- 二子山（1,099 m）
- 鷹巣山（834 m）
- 城山（743 m）
- 湯坂山（547 m）

### 周辺の名所
- 千条ノ滝（ちすじのたき）
- 飛龍ノ滝
- 鷹ノ巣城（鷹の巣城）跡-所在地不明の山城で、鷹巣山山頂ではとする説もあるが[4]、浅間山山頂だったのではとする意見もある[5]。

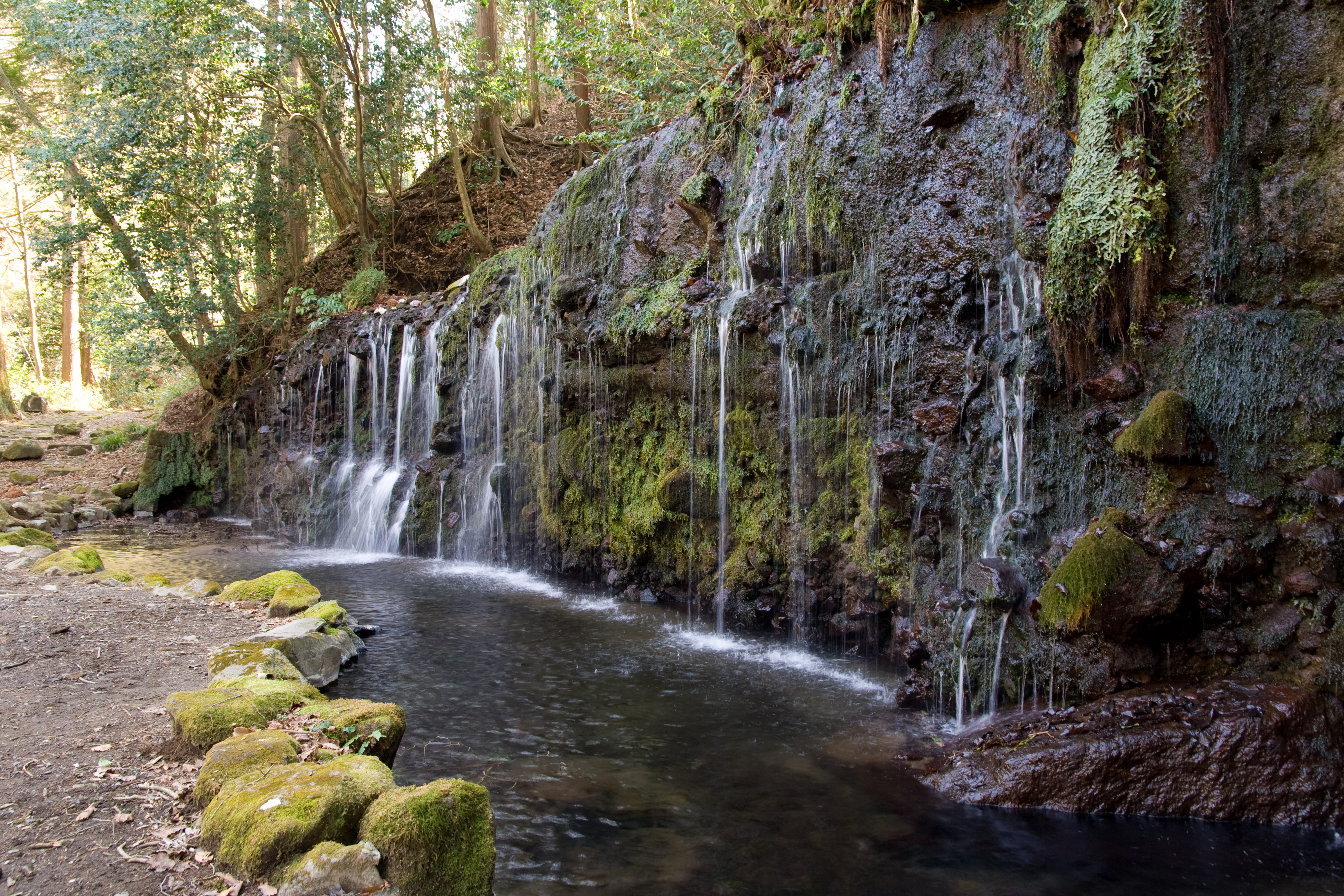
千条ノ滝
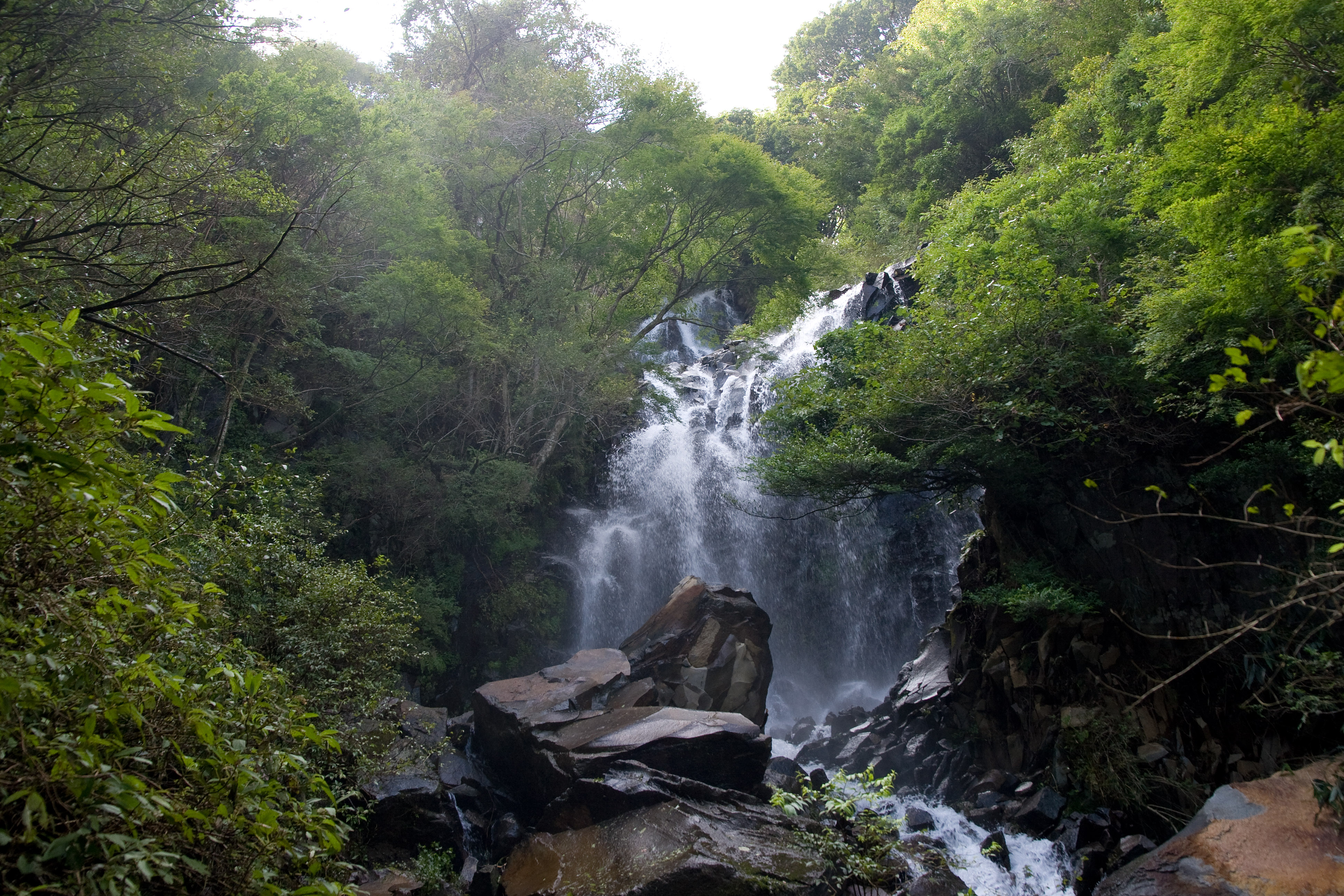
飛龍ノ滝